# Władysław Wójcik (1882–1940)
Władysław Wójcik (ur. w 1882 w Raczkowej, zm. w 1940 w Mauthausen-Gusen) – polski działacz społeczny na Śląsku Cieszyńskim, nauczyciel, polityk Polskiej Socjalistycznej Partii Robotniczej.

## Życiorys
Ukończył studia w Krakowie, po czym pracował jako nauczyciel w szkole ludowej w Orłowej (1905–1923). Założyciel Towarzystwa Pomocy Naukowej w Orłowej (1906), które wspierało finansowo zdolnych i ubogich uczniów. Współorganizował Towarzystwo Gimnastyczne „Sokół” w Orłowej (1906). Założyciel i kierownik Uzupełniającej Szkoły Przemysłowej w Orłowej (od 1908). Wielokrotny przewodniczący Towarzystwa Nauczycieli Szkół Zawodowych.
W czasie I wojny światowej walczył w armii austriackiej i dostał się do niewoli rosyjskiej.
W 1921, po podziale Śląska Cieszyńskiego, pozostał w Czechosłowacji i poświęcił się działalności społecznej i politycznej. Objął posadę dyrektora szkoły wydziałowej w Łazach (1923–1939). Był też wizytatorem i inspektorem polskich szkół w okręgu Czeski Cieszyn (1928–1938).
Od wczesnych lat dwudziestych zaangażowany w polski ruch socjalistyczny w Czechosłowacji: najpierw jako członek Polskiej Partii Socjaldemokratycznej (PPSD), później Polskiej Socjalistycznej Partii Robotniczej (PSPR), z której ramienia kandydował w 1925 do czeskiego Sejmu (z drugiego miejsca polskiej zjednoczonej listy).
W 1939 został w ramach Intelligenzaktion Schlesien aresztowany przez Niemców i zamordowany w obozie koncentracyjnym Mauthausen.